# Allt för Lettland
Allt för Lettland (lettiska: Visu Latvija, VL) var ett lettiskt nationalistiskt och högerextremt parti grundat 2000 som en ungdomsorganisation. 2010 gick partiet samman med nationalkonservativa Fosterland och frihet i en gemensam valallians, vilken året därpå konsoliderades till partiet Nationella alliansen. Partiet deltog årligen i aktiviteterna kring legionärernas minnesdag den 16 mars och arrangerade bland annat protester mot det lettiska förbudet mot hakkors. Allt för Lettland ställde bara upp som självständigt parti i ett parlamentsval, 2006 då de fick 1,48% av rösterna men inga platser i saeiman.